# خروج (ترانه کاپ‌کیک)
«خروج» (به انگلیسی: Exit) نخستین تک‌آهنگ از رپر آمریکایی کاپ‌کیک می‌باشد که در سومین آلبوم استودیویی وی تحت عنوان افورایز قرار دارد. این ترانه در ۱۵ فوریهٔ سال ۲۰۱۸ از سوی تیون‌کور منتشر گردید.